# ستيبان جانزي
ستيبان جانزي (مواليد 30 مايو 1981) هو سبّاح روسي، مثّل بلاده في الألعاب الأولمبية الصيفية 2004.

## روابط خارجية
ستيبان جانزي على موقع الاتحاد الدولي للسباحة (الإنجليزية)
- ستيبان جانزي على موقع أوليمبيديا (الإنجليزية)